# Klokkentoren van Ballum
De klokkentoren van Ballum is een klokkentoren in Ballum op Ameland in de Nederlandse provincie Friesland.

## Beschrijving
De klokkentoren van Ballum werd gebouwd in 1755 in opdracht van de familie Schwartzenberg thoe Hohenlansberg. De vrijstaande vlakopgaande zadeldaktoren verving een houten toren en diende als luidtoren voor tijd en alarm. In de Franse tijd werd het wapen van de heer van Ameland boven de toegangsdeur weggekapt. In 1870 werd de klokkentoren met 2,5 meter verhoogd. De toren is een rijksmonument.
Bij de toren staat de hervormde kerk van Ballum.

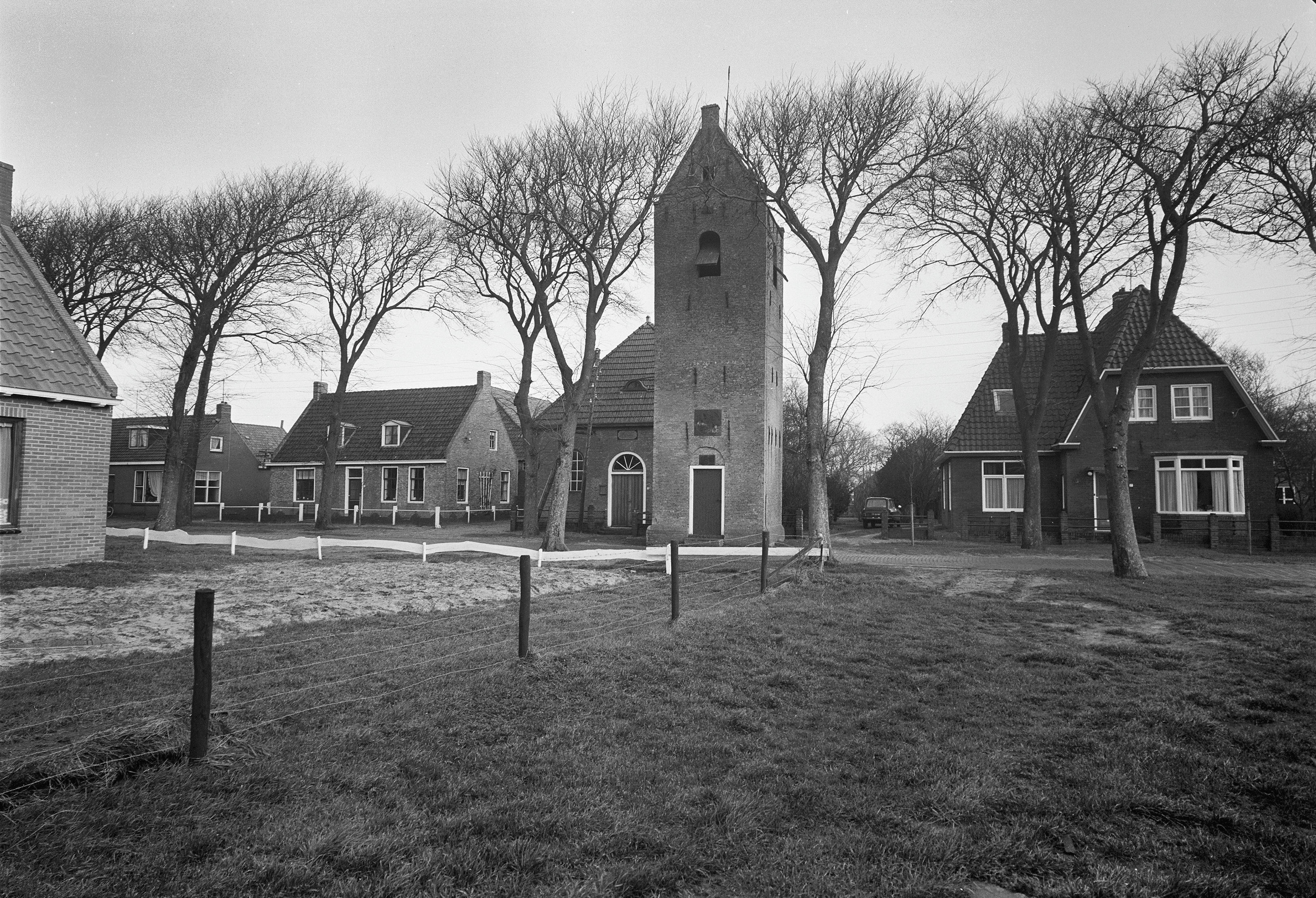
Klokkentoren (1971)